# 1879年武都地震
1879年武都地震发生于1879年7月1日4时0分，面波震级8.0级，麥加利地震烈度XI（Extreme）度。震中位于今天甘肃省南部的武都区，接近四川省。此次地震造成巨大破坏，导致大约22000人死亡。

## 地震
该地震的主震之前几天有前震。
强震区在SSW-NNE方向上扩张有70公里，跨度30公里。该地震可能是因风家坝 - 临江断层向SSW-NNE方向运动导致。这个断层与卫星图上看到的30公里长线性结构吻合得很好。相似性表明哈南-道奇子-马波拉断层也可能是这次地震的成因。
这次地震导致了很多山体滑坡事件，并且形成很多40至120米高的天然堤坝。

## 破坏
武都城有9881名死伤者，许多房屋被毁，近半牲畜死亡，城墙大面积垮塌。万寿山上60座寺庙被毁。文县与周边村庄有10792人死亡。